# Kettling & Krüger
Kettling & Krüger in Schalksmühle war eine grafische Kunstanstalt und „[...] in den 1920er Jahren in Deutschland eine der größten Verlagsanstalten für Ansichtskarten, Prospekte“ und andere Drucke.

## Geschichte
Das Unternehmen ging aus dem 1906 von Max Kettling (3. Juni 1883 – 24. September 1960) gegründeten Ansichtskartenverlag hervor. Im Ersten Weltkrieg wurde Kettling verwundet, lernte Carl Krüger kennen, mit dem er zu Beginn der Weimarer Republik im Jahr 1919 die Firma Kettling & Krüger, Graphische Kunstanstalt gründete.
In den 1920er Jahren konnten sich die beiden Unternehmer von ihren Chauffeuren Walter und Paul  in zwei großen Limousinen durch ganz Deutschland und benachbarte Länder fahren lassen, um fotografische Aufnahmen beispielsweise für Kinderheime, Krankenanstalten, kirchliche Einrichtungen, Klöster und andere Organisationen zur Vervielfältigung zu fertigen. Erst die Weltwirtschaftskrise bremste den rasanten Aufstieg des Unternehmens aus – 1929 mussten die Automobile verkauft werden. Stattdessen reisten Kettling und Krüger dann mittels ihrer Netzkarten per Eisenbahn durch die Lande, um neue Aufträge zu erhalten und abzuwickeln.
Im Zweiten Weltkrieg reiste Max Kettling vor allem nach Schlesien, Ostpreußen, in den Warthegau sowie durch Nord- und Westdeutschland, während Carl Krüger eher die Kundschaft in Süddeutschland betreute.
Nach dem Krieg und „[...] ab 1945 verlegte Max Kettling sein Hauptarbeitsgebiet auf den nahen Heimatverlag“ und bereiste mit Carl, dem 1950 in das Unternehmen eingetretenen Sohn seines Kompagnon  Klaus Krüger, mit dem Auto die nähere Umgebung von Schalksmühle.
Nach dem Tod von Max Kettling wurde der Verlag Kettling & Krüger noch bis etwa 1990 fortgeführt.